# Platycheirus marokkanus
Platycheirus marokkanus är en tvåvingeart som beskrevs av Kassebeer 1998. Platycheirus marokkanus ingår i släktet fotblomflugor, och familjen blomflugor.
Artens utbredningsområde är Marocko. Inga underarter finns listade i Catalogue of Life.